# ゼビウス ファードラウト伝説
『ゼビウス ファードラウト伝説』（ゼビウス ファードラウトサーガ、XEVIOUS FARDRAUT SAGA）は、ナムコ（後のバンダイナムコエンターテインメント）より発売されたゲームソフト。ジャンルは縦スクロールのシューティングゲーム。開発はコンパイルが担当した。
1983年2月にナムコより発売されたアーケードゲーム『ゼビウス』のシリーズ作品の一つで、内容の異なるMSX2版とPCエンジン版が存在する。

## MSX2版
1988年12月23日発売された本バージョンには、初代『ゼビウス』を移植した「RECON」モードと、パワーアップや新たな敵キャラクターを追加した新作「SCRAMBLE」モードが用意されている。
開発中のタイトルは『ゼビウス 2001』。パッケージおよび取説では『ゼビウス ～ファードラウト伝説～』となっているが、ゲームのタイトル画面では『XEVIOUS』のみでサブタイトルは記載されていない。

### RECON
アーケード版『ゼビウス』を収録したモード。ベタ移植ではなく若干のアレンジが施されており、エリア16前半に空中物が出現する、全ての地上物が画面から消えるまで攻撃を続けるなど、難易度が高くなっている。なお、「RECON」とは「偵察」を意味する。

### SCRAMBLE
上述の新フィーチャーを加えた新作モードで、自機が4種類から選択可能。ストーリー的な位置づけとしては「RECON」の続きであり、PCエンジン版新作部分の序章とされている。

#### 登場キャラクター（MSX2版）

##### 自機・友軍機（MSX2版）
ソルバルウ
対ガンプ用の戦闘機。シリーズでお馴染みの自機。
ソルグラード
対ガンプ用の戦闘機。前方3方向ザッパーを標準装備した機体。
ゼオダレイ
対ガンプ用の戦闘機。前方＋後方斜め2方向のザッパーを装備した機体。
ガンプミッション
ソルバルウ、ソルグラード、ゼオダレイが合体した形態。前方3方向＋後方1方向ザッパーを装備し、ワイドブラスターもはじめから装備、加えて移動スピードも速いという最強の機体だが、当たり判定が大きく3機分要するが故なのかエキストラスコアもかなり高いという短所がある。

##### 主な敵キャラクター
初代『ゼビウス』の敵も登場するが、ここでは「SCRAMBLE」モードオリジナルの敵のみ記述する。初代『ゼビウス』の敵と同じく、コードネームや通称までが設定されている。
ザクロイド
トーロイドの派生種。近づいても回避行動を取らず、一直線に飛んでくる。コードネームは「ワッシャー」。
グロバルウ
ソルバルウそっくりの真っ黒い敵。自機に対してザッパーの連射で攻撃してくる。ザッパーは相殺可能。コードネームは「ブラックバード」。通称「ブラックソルバルウ」。
ザンダー
コードネームは「レーザーキャノン」。通称「レーザークルー」。
シャイン
シャッターを開閉させながら攻撃してくる地上物。スパリオは単発だが、閉じている間は破壊できない。コードネームは「シールドサイト」。通称「シャッター」。
グール
地面に隠れている砲台。出現後渦巻き状にスパリオを連射してくる。出現前に破壊することも可能で、通常の地上物と異なり森の中にも出現する。コードネームは「ローリングガンナー」。通称「スプリンクラー」。
ムータニ
グロブダーの改良型。横回転でブラスターをかわしたり、機首を持ち上げてスパリオで攻撃してきたりする。コードネームは「スーパータンク」。通称「アサルト」。
ガウルザンジェネシス
アンドアジェネシスの改良型のような浮遊要塞。『スーパーゼビウス ガンプの謎』の「ガウルダークジェネシス」に似ているが、名前とシャッターの形状が異なる。コードネームは「オクタグナル」。通称「アンジェネ8」。
リバーフラック
マップの海を覆いつくすほどの大きさの超巨大空母。エリア4とエリア14に登場する。エリア4のものは何も載せていないが、エリア14のものは機能の停止したアンドアジェネシスなど様々な物を積載しており、デロータなどの砲台が攻撃してくる。
エグザノットジェネシス
本作の最終ボス的存在。ガウルザンジェネシス2機が融合したような姿で、14門のアルゴと3つのコアを持つ。真ん中のシャッター付きコアが弱点で、左右のコアは破壊してもアルゴが連動爆発しない。

##### 隠れキャラクター
ソル
スペシャルフラッグ

ラッキーフラッグ
スペシャルフラッグの「S」が「L」に変わったもので、同社のゲーム『ニューラリーX』に登場したキャラクター。エリア7のある場所にブラスター投下で出現し、上を通過して回収するとシールドとワイドブラスターが付き、得点1,000点が加算される。

#### パワーアップ
地上物を破壊すると現れるアルファベットを取得することで行う。いずれもミスすると無くなる。
？
ザッパーの自動連射機能が備わる。
W：ワイドブラスター
ブラスターの攻撃範囲が広くなる。
B：ボーナス
得点が加算される。
K：キル
画面内の敵全てにダメージを与える。中ボスも破壊することが可能で、ソルも出現する。
S：シールド
『グロブダー』の自機のようなバリアがつく。

### スタッフ（MSX2版）
- プロデューサー：河野光
- マネージメント：かがみあきら
- ディレクター：MOO仁井谷（仁井谷正充）
- スーパービジョン：今成一雄
- ゲーム・デザイナー：河野光、JANUS寺本、國廣豊史、NIPPON CHACHACHA
- アート・ディレクター：JANUS寺本
- グラフィック・デザイナー：TAKAYUKI LV24、末吉公道
- メイン・プログラマー：國廣豊史
- サウンド・プログラマー：広野隆行
- サウンド・ジェネレーター：MSX MUSIC、AY-3-8910、MSX AUDIO
- 作曲：迫田敏明、宮本昌知
- サウンド・ディレクター：宮本昌知
- サウンド・エフェクト：SHIN-KUN
- スペシャル・サンクス：米光一成、SHUGYOUSOU、M.N.C NUI、平谷敦、吉積信、とよたじゅんいちろう、チームいしむら

## PCエンジン版
1990年6月29日発売。こちらはアーケード移植モードが「アーケードモード」、新作が「ファードラウトモード」と名づけられている。

### アーケードモード
MSX2版の「RECON」と同様のアーケード版移植モードで、こちらはアーケード版をそのまま移植している。グラフィックはアーケード版に忠実で、ナスカの地上絵やアンドアジェネシスが動く点まで再現されている。しかし縦画面用のアーケード版のグラフィックをそのまま横画面に入れているため、アーケード版の画面に映らない部分まで入ってしまっている（エリア13で陸が途切れず側面の岸が映るなど）。またサウンド関係もアーケード版とは異なる。ブラグスパリオ（誘導弾）にザッパーが当たらない、アンドアジェネシスがコアからも弾を撃つなど細かな相違点もある。空中敵のレベル調整もアーケードと異なり通常通りゾルバクを破壊していれば強敵（カピ、テラジ、ブラグザカート等）が固定出現場所以外では殆ど出現しない。

### ファードラウトモード
小説『ファードラウト』に沿って展開するモード。こちらも新たな敵キャラクターやパワーアップが追加されているが、MSX2版と内容は異なる。時代別に4つの「ラウンド」に分かれており、各ラウンドは初代『ゼビウス』と同じく森を境に複数のエリアに分かれている。コンティニューが可能で、その際は各ラウンドの最初からの再開となる（ミス時はエリアの最初から）。

#### ラウンド構成
ラウンド間には字幕付きのビジュアルシーンが挿入され、ストーリーの説明がなされる。
ラウンド1
16000年前の地球が舞台。自機はギゼ・ビトル。最終地点にいるボスキャラクター「ガンプオリジナル」を倒せばクリア。
ラウンド2
ラウンド1の時代から4000年後のゼビウス星が舞台。自機はゼビウス軍の機体であるタルケンを自軍でも運用できるように改造し、戦士ムーが乗り込む、タルケン改。
ボス「ガンプレプリカ」のいる最終地点でミスすればクリアとなる。
ラウンド3
21世紀の地球が舞台。自機はソルバルウ。マップは初代『ゼビウス』のエリア7～16と同じでボスはおらず、エリア16の部分を越えればクリアとなる。ファードラウトモードオリジナルの敵が出現しない唯一のラウンド。
ラウンド4
ラウンド3の直後の、ゼビウス軍最終防衛ラインでの戦いが展開されるラウンド。自機はソルバルウ。最終地点にいる「ガルボザガンプ」を倒せばクリア。

#### 登場キャラクター（PCエンジン版）

##### 自機・友軍機（PCエンジン版）
上述のとおりラウンドによって自機が変化するが、性能はどれも変わらない。
ギゼ・ビトル
ラウンド1での自機で、ガンプの人格統制に免疫を持つ者たちで構成される地下組織「バグルス」の技術陣によって開発された戦闘機。
タルケン改
ラウンド2での自機で、ゼビウス軍の機体であるタルケンを自軍仕様に改修及び改造運用された、いわゆる鹵獲機。
同ラウンド終盤で「ガンプレプリカ」に撃墜されるが、シオナイトによって救助され、運用されたデータは後のソルバルウ開発に活用されることになる。
ソルバルウ
ラウンド3・4での自機で、今作においてはタルケン改で得たデータを元に開発された最新鋭機とされている。
シオナイト
ゼビウス星の反乱分子が運用する機体。原作では演出上の効果のみだが、今作では自機（ソルバルウ）の護衛等の役割を担うことになる、詳しくは#アイテムのシオナイトアイテムの記述を参照。

##### 敵キャラクター
MSX2版の節と同じくファードラウトモードオリジナルの敵のみ記述するが、初代『ゼビウス』の敵もすべて登場する。こちらの敵にも同じくコードネームが設定されている。
トラス
ハサミを持った節足動物のような空中物。アイテムの輸送機で、地上物を一定数破壊するごとに出現する。攻撃はしてこないが、衝突するとミスになる。コードネームは「キャリアー」。
トロブザ
三角形の足がついた球のような空中物。出現後画面上方に停滞したあと、自機めがけて一直線に体当たりしてくる。弾は撃たない。コードネームは「ビーンズ」。
ブラグカピ
コードネームは「スパイダー」。
ハイケン
縦長の空中物。画面下方から円弧を描いて出現し、高速のレーザーを撃ってくる。コードネームは「バレル」。
エネバキュラ
バキュラに似た空中物。ザッパーで破壊可能。横回転しながら画面上方から縦に降りてくるが、左右方向に自機を見つけると真横に突っ込んでくる。コードネームは「ペーパー」。
ゾーラ
縦長の空中物。画面上方から出現し、左右に移動しながら弾速の遅いギドスパリオを自機めがけて連射してくる。
ジグザカート
コードネームは「トラッカー」。
ログバーラ
コードネームは「スクウェア」。
ブラログバーラ
コードネームは「チキン」。
ガルドモグラム
大型の移動砲台。ブラグザカートのように扇形状に5発のスパリオを同時に発射する。コードネームは「スネイル」。
ガルログラム
ガルデロータに似た構造の地上物で、ログラムにバキュラ製のブースターを付けたもの。誘導弾ブラグスパリオで攻撃してくる。コードネームは「ナスティ」。
アンドアジェネシス
コアに耐久力を持つアンドアジェネシス。ラウンド4に登場し、通常のものとは機体の色が異なる。耐久力2と耐久力4の2タイプがあり、どちらもコアを完全に破壊するまではアルゴが連動爆発しない。
ギドガウルジェネシス
ラウンド4に登場する、中ボス的存在。
ジートラスジェネシス
ラウンド4に登場する、中ボス的存在。空中物の母艦のようなキャラで、正面からタルケン、左右からゾシーを次々と放出する。ザッパー48発分の耐久力を持つ。
ガンプ
ラウンド3以外の各ラウンドの最後に登場する、ボスキャラ的存在。「オリジナル（ラウンド1）」「レプリカ（ラウンド2）」「ガルボザ（ラウンド4）」の3種類がいて、それぞれブラスター3発・20発・10発分の耐久力を持つ。このうちレプリカはミスすることが正規の流れとなっており、倒すことは困難。

#### アイテム
アイテムはいずれもアルファベットが書かれた球の形になっており、上述の「トラス」を破壊することで出現する。効果はミスすると全て失われるが、ラウンドが進んで自機が変化した場合はそのまま引き継がれる。なお、ラウンドによっては出現しないアイテムもある。
ザッパー強化アイテム
赤色のアイテム。
R：ラピッドザッパー
ザッパーの連射速度が上昇する。
W：ワイドザッパー
通常2連装であるザッパーの連装数が上昇し（最大4連装）、ザッパーの当たり判定が横に広くなる。
シオナイトアイテム
青色のアイテム。
A：シオナイトアタック
無装備の場合はシオナイトが飛来し、後述のシオナイトロール装備中の場合は後記の動きに切り替わる。このアイテムで飛来したシオナイトはソルバルウ前方に配置され、一定ダメージまでを吸収するバリアとして機能する。ダメージ吸収性能はシオナイトの部分にしかなく、側方や後方から被弾すると、シオナイトが存在していてもミスになる。
またショットボタン2つを押し続けるとシオナイトが合体し、合体後にボタンを放すことでシオナイトを前方へ飛ばすことができる。
R：シオナイトロール
無装備の場合はシオナイトが飛来し、前述のシオナイトアタック装備中の場合は後記の動きに切り替わる。このアイテムで飛来したシオナイトはソルバルウの周囲を時計回りに回転し、一定ダメージまでを吸収するバリアとして機能する。シオナイトが回転する分、シオナイトアタックよりも直撃弾を受けにくくなるが、当たり判定が大きくなるため被弾率も高くなる。
W：ワイプダメージ
シオナイトのダメージを回復するアイテム。耐久力が初期状態に戻る。
ブラスター強化およびその他のアイテム
黄色のアイテム。
R：ラピッドブラスター
ブラスターの投下速度が上昇する。結果的に連射速度も上がる。
W：ワイドブラスター
ブラスターの攻撃範囲が大きくなる。
A：アンチエアクラフト
その場にいた空中物（バキュラ含む）が全滅する。敵弾も地上物が撃ったものを含めて全て消滅する。
ボーナス
何も書かれていない黄色い球。得点1,000点が加算される。

### スタッフ（PCエンジン版）
- ゲーム・プランナー：あかべいゆきのり、OKERA NO P-SUKE、末吉公道
- プログラマー：あかべいゆきのり
- プログラマー・エイド：つきじのりえ
- デザイナー：末吉公道
- サウンド・ディレクター：宮本昌知
- サウンド・エフェクター：塚本雅信、迫田敏明
- サウンド・プログラム：広野隆行
- ゲーム・アドバイザー：水田浩司
- ディレクター：仁井谷正充
- スーパーバイザー：今成一雄

### 評価
ゲーム誌『ファミコン通信』の「クロスレビュー」では合計29点（満40点）、『月刊PCエンジン』では75・80・80・85・65の平均77点、『マル勝PCエンジン』では9・8・8・8の合計33点（満40点）、『PC Engine FAN』の読者投票による「ゲーム通信簿」での評価は以下の通り22.31点（満30点）となっている。また、この得点はPCエンジン全ソフトの中で144位（485本中、1993年時点）となっている。
| 項目 | キャラクタ | 音楽 | 操作性 | 熱中度 | お買得度 | オリジナリティ | 総合  |
| 得点 | 3.68       | 3.88 | 3.68   | 3.88   | 3.90     | 3.30           | 22.31 |